# أندريه سانتوس (لاعب كرة قدم)
أندريه سانتوس هو لاعب كرة قدم برازيلي، ولد في 22 يناير 1975. لعب مع نادي بونتي بريتا.